# Donna Douglas
Donna Douglas (Pride, Luisiana, 26 de septiembre de 1932-Zachary, Luisiana, 1 de enero de 2015) fue una actriz y comediante estadounidense, más conocida por interpretar a Elly May Clampett en la serie de CBS The Beverly Hillbillies (1962-1971). Además de su carrera como actriz, Douglas también era en una agente de bienes raíces, una cantante de góspel y autora de libros para niños y adultos.

## Primeros años
Donna Douglas nació con el nombre de Doris Smith en la comunidad de Pride, Estados Unidos, el 26 de septiembre de 1932. Donna era la menor de dos hermanos y sus padres fueron Emmett Ratcliff Smith y su madre fue Elma Robinson Smith. Su nombre de nacimiento está como Dorothy Smith o Doris. 
Douglas asistió a la St. Gerard Catholic High School, donde ella jugó softbol y baloncesto, y fue miembro de la primera promoción de la escuela. Douglas fue nombrada Miss Baton Rouge y Miss New Orleans en 1957.

## Vida privada
El primer matrimonio de Douglas fue con Roland Bourgeois Jr., en 1949, con quien tuvo a su único hijo: Danny Bourgeois en 1954. La pareja se divorció ese mismo año. Después, se casó con Robert Leeds, director de The Beverly Hillbillies en 1971; se divorciaron en 1980.
Douglas fue amiga cercana de Ebsen durante treinta y dos años. En una entrevista que le realizaron en 2011 con The Lincoln Times-News, describió a Ebsen como «un hombre maravilloso, muy parecido a su propio padre (de Douglas), un hombre tranquilo, reservado y cuidadoso». 
En 2003, la madre de Douglas y Ebsen murieron. Douglas y Baer visitaron a Ebsen en el hospital. Una década más tarde, Douglas reveló la profundidad de sus sentimientos por Ebsen en una entrevista con Confessions of a Pop Culture Addict.

## Últimos años y muerte

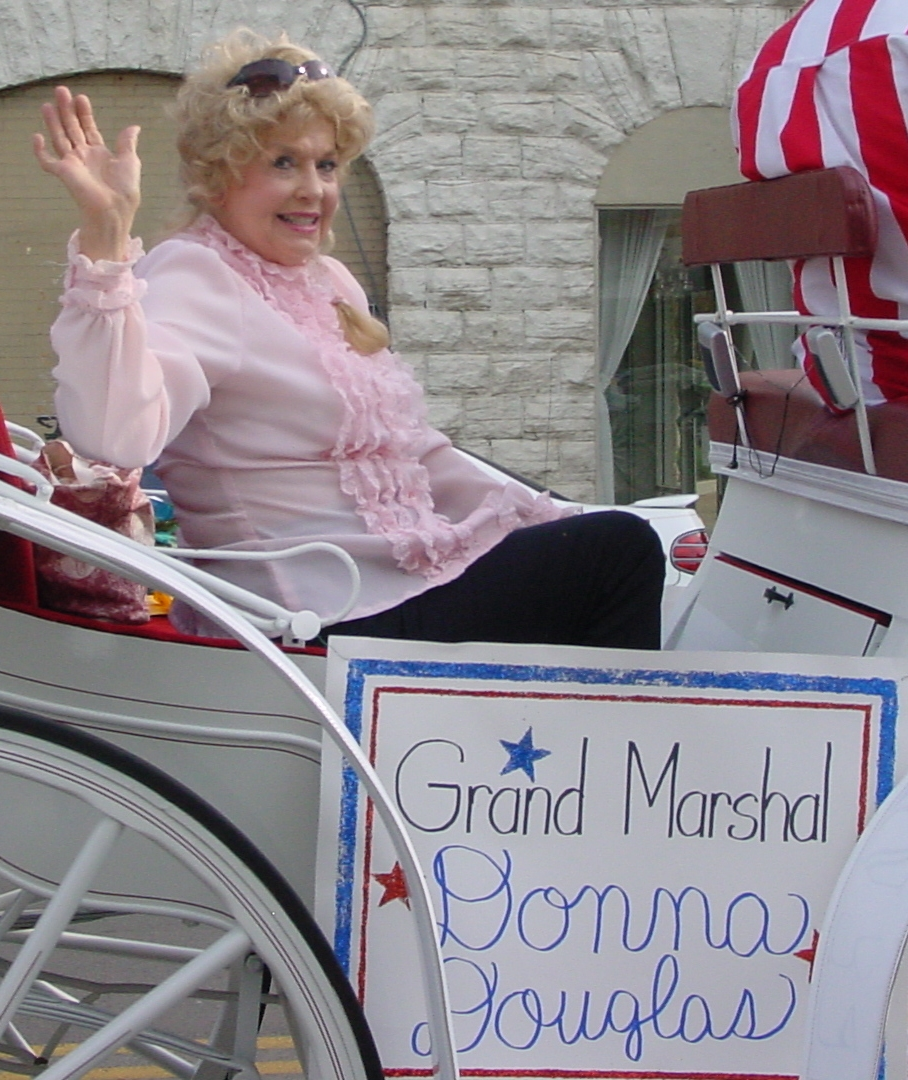
Douglas en un desfile en Lawrenceburg, Tennessee

Además de los frecuentes viajes por la presencia de celebridades y discursos, Douglas disfrutó de jardinería, pasar tiempo con amigos y familiares, entre otras cosas. 
Douglas murió en el Baton Rouge General Hospital, el 1 de enero de 2015 a sus 82 años, de un cáncer de páncreas.
Charlene Smith, sobrina de Douglas, dijo que Douglas regresó a vivir a East Baton Rouge Parish en 2005. «Ella siempre estaba contenta, siempre bella, ella nunca miró su edad». Smith dijo que, en la Navidad de 2014, Douglas le dio una Biblia que había firmado.

## Filmografía

### Cine
- Career (1959) ... Marjorie Burke
- Li'l Abner (1959)
- Lover Come Back (1961) ... Deborah
- Frankie and Johnny (1966) ... Frankie

### Televisión
- Bachelor Father (1959) ... Alice
- U.S. Marshal (1959) ... Joyce Markham
- The Twilight Zone (1960) ... Janet Tyler
- Lock-Up (1960) ... Gloria Larkey
- Whirlybirds (1960) ... Girl
- The Detectives (1960) ... Sandra Hoyle
- Route 66 (1960) ... Dana
- 77 Sunset Strip (1961) ... Rhoda Sheridan
- Hennesey (1961) ... Sheree
- The Aquanauts (1961) ... Nancy Gard
- Michael Shayne (1961) ... Dusa Quick
- Surfside 6 (1961)
- Dr. Kildare (1961)
- Pete and Gladys
- Mister Ed (1961-1962) ...Jane Parker
- The Twilight Zone (1962) ... Mujer
- Sam Benedict (1961) ... Francine
- The Beverly Hillbillies (1962-1971) ... Elly May Clampett
- The Defenders (1964) ... Mary Andrews
- Night Gallery (1972) ... Mildred McVane
- Adam-12 (1972) ... Nina Draper
- The Super Mario Bros. Super Show! (1989)
- The Jerry Springer Show (1993)
- The Nanny (1999)

## Discografía
- The Beverly Hillbillies (banda sonora, 1963)
- Donna Douglas Sings Gospel (1982)
- Here Come the Critters (1983)
- Donna Douglas Sings Gospel II (1986)
- Back on the Mountain (1989)